# Peltidium hawaiiense
Peltidium hawaiiense är en kräftdjursart som beskrevs av Otto Pesta 1935. Peltidium hawaiiense ingår i släktet Peltidium och familjen Peltidiidae. Inga underarter finns listade i Catalogue of Life.